# Nhông đuôi Sa Pa
Nhông đuôi Sa Pa (danh pháp: Japalura chapaensis) là một loài thằn lằn trong họ Agamidae. Loài này được Bourret mô tả khoa học đầu tiên năm 1937.